# Грегорі Пол
Грегорі Скотт Пол (англ. Gregory Scott Paul; 24 грудня 1954) — американський незалежний дослідник в галузі палеонтології, соціології та теології, ілюстратор книг про динозаврів. Він відомий своїми роботами та дослідженнями з теропод та інших динозаврів. Він професійно займався реконструкцією зовнішнього вигляду динозаврів протягом трьох десятиліть. Пол як фахівець з динозаврів був задіяний у створенні кількох фільмів і документальних фільмів (Парку Юрського періоду, документальні фільми телеканалу Discovery Channel «Коли динозаври блукали Америкою» і «Планета динозаврів»).
Пол є автором та ілюстратором декількох книг: «Хижі динозаври світу» (Predatory Dinosaurs of the World, 1988), «Повний ілюстрований посібник скелетів динозаврів» (The Complete Illustrated Guide to Dinosaur Skeletons, 1996), «Динозаври повітря» (Dinosaurs of the Air, 2001), «Прінстонський польовий посібник динозаврів» (The Princeton Field Guide to Dinosaurs, 2010); та редактором «Американської енциклопедії динозаврів» (The Scientific American Book of Dinosaurs, 2000).
Грегорі Пол також опублікував дослідження про взаємодію релігії та суспільства.